# Johann Heinrich von Frankenberg

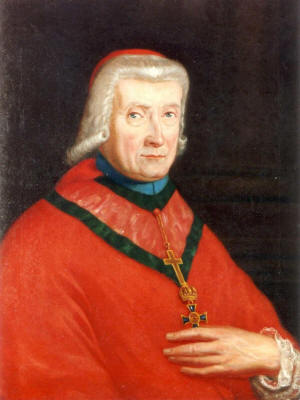
Kardinal Johann Heinrich von Frankenberg

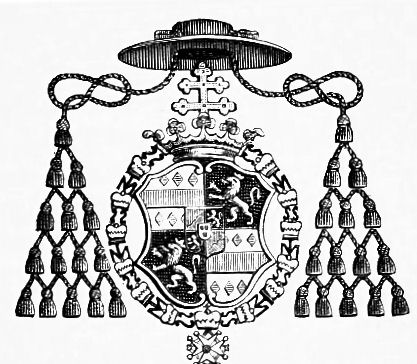
Mit Orden von Sankt Stephanus

Johann Heinrich von Frankenberg (* 18. September 1726 in Groß-Glogau, Fürstentum Glogau; † 11. Juni 1804 in Breda) war Kardinal der römisch-katholischen Kirche und Erzbischof von Mecheln.

## Herkunft
Seine Eltern waren Otto Venantius von Frankenberg (1700–1753) und dessen erster Ehefrau Maria Franziska Josepha von Kuenburg (* 1702). Seine Stiefschwester aus der zweiten Ehe des Vaters Maria Josepha Johanna (1744–1821) heiratete den General Graf Karl Wilhelm von Haugwitz (1736–1819).

## Leben
Der aus dem schlesischen Bistum Breslau stammende Johann Heinrich von Frankenberg besuchte zunächst die Jesuitenschule in Groß-Glogau und dann die Universität Breslau. Nachdem er am 6. Januar 1743 die Tonsur und die Minores erhalten hatte, empfing er am 21. September 1748 die Weihen zum Subdiakon und zum Diakon. Anschließend begab er sich zum Studium an das Collegium germanicum nach Rom, wo er am 4. September 1749 zum Doktor der Theologie promoviert wurde.
Bereits am 10. August 1749 empfing er die Priesterweihe und begab sich nach seinen Studien zurück nach Österreich. Er war von 1750 bis 1754 Assistent des Bischofs von Görz. Von 1754 bis 1756 Dekan des Stiftskapitels von Allerheiligen in Prag, war er von 1756 bis 1759 Dekan der Kirche von Alt-Bunzlau.
Am 28. Mai 1759 wurde er zum Erzbischof von Mecheln ernannt. Die Bischofsweihe spendete ihm am 15. Juli 1759 in der Kapelle von Schloss Schönbrunn Christoph Anton von Migazzi, der Erzbischof von Wien; Mitkonsekratoren waren Franz Xaver Anton Marxer, Weihbischof in Wien, und Ferdinand von Hallweil, Bischof von Wiener Neustadt.
Frankenberg genoss die besondere Gunst Maria Theresias, die ihm 1765 das Großkreuz des ungarischen Sankt Stephans-Ordens verlieh. Doch auch ihr gestattete der Erzbischof keine Eingriffe in die kirchliche Gerichtsbarkeit, so dass es schon bald nach seiner Ernennung zum Erzbischof erste Auseinandersetzungen mit der Regierung gab. Seine Standhaftigkeit, aber auch sein tadelloser Lebenswandel brachten ihm hierbei den Respekt der staatlichen Behörden ein.
Papst Pius VI. kreierte Frankenberg am 1. Juni 1778 zum Kardinal und erhob ihn auch zum Kardinalpriester, wies ihm jedoch niemals eine Titelkirche zu. Als versierter Diplomat kämpfte er gegen den Josephinismus. Hierbei zog er sich den Zorn Kaiser Josephs II. zu, der ihn nach Wien bestellte und ihm mit Haft und Amtsentzug drohte. Als die Franzosen Belgien besetzten, lehnte der Erzbischof den Eid auf die Verfassung ab und verlangte die Herausgabe seiner Güter, die man ihm entzogen hatte. Eine Ersatzrente lehnte er ab. 1797 musste er aus Belgien fliehen und begab sich nach Emmerich, das zu Preußen gehörte. Hier lebte er in Armut, versuchte aber trotzdem im Sinne der Nächstenliebe tätig zu sein. Vehement warnte er vor den Priestern, die einen Eid auf die Verfassung abgelegt hatten. Da seine Gesundheit stark angegriffen war und mit Rücksicht auf Papst Pius VII., der ein Konkordat mit Napoleon abgeschlossen hatte, verzichtete er am 20. November 1801 auf das Erzbistum Mechelen. In den folgenden Jahren lebte er in Borken, das zum Hochstift Münster gehörte. Als dieses säkularisiert wurde, zog er sich nach Breda in den Niederlanden zurück.